# Mahajanadahalli, Hadagalli
Mahajanadahalli là một làng thuộc tehsil Hadagalli, huyện Bellary, bang Karnataka, Ấn Độ.